# Wincent Weiss/Diskografie
Diese Diskografie ist eine Übersicht über die musikalischen Werke des deutschen Popsängers Wincent Weiss. Den Schallplattenauszeichnungen zufolge hat er bisher mehr als 3,1 Millionen Tonträger verkauft. Seine erfolgreichste Veröffentlichung ist die Single Unter meiner Haut mit über 800.000 verkauften Einheiten.

## Alben

### Studioalben
| Jahr | Titel Musiklabel                                | Höchstplatzierung, Gesamtwochen, AuszeichnungChartplatzierungen (Jahr, Titel, Musiklabel, Platzierungen, Wochen, Auszeichnungen, Anmerkungen) | Höchstplatzierung, Gesamtwochen, AuszeichnungChartplatzierungen (Jahr, Titel, Musiklabel, Platzierungen, Wochen, Auszeichnungen, Anmerkungen) | Höchstplatzierung, Gesamtwochen, AuszeichnungChartplatzierungen (Jahr, Titel, Musiklabel, Platzierungen, Wochen, Auszeichnungen, Anmerkungen) | Anmerkungen                                              |
| Jahr | Titel Musiklabel                                | DE | AT | CH | Anmerkungen                                              |
| ---- | ----------------------------------------------- | --- | --- | --- | -------------------------------------------------------- |
| 2017 | Irgendwas gegen die Stille Vertigo Berlin (UMG) | DE3 ×3Dreifachgold · (83 Wo.)DE | AT14 Gold · (6 Wo.)AT | CH4 Platin · (37 Wo.)CH | Erstveröffentlichung: 14. April 2017 Verkäufe: + 327.500 |
| 2019 | Irgendwie anders Vertigo Berlin (UMG)           | DE2 Gold · (59 Wo.)DE | AT8 Gold · (10 Wo.)AT | CH2 (25 Wo.)CH | Erstveröffentlichung: 29. März 2019 Verkäufe: + 107.500  |
| 2021 | Vielleicht irgendwann Vertigo Berlin (UMG)      | DE1 (27 Wo.)DE | AT1 (7 Wo.)AT | CH2 (7 Wo.)CH | Erstveröffentlichung: 6. Mai 2021                        |
| 2023 | Irgendwo ankommen Vertigo Berlin (UMG)          | DE2 (12 Wo.)DE | AT4 (2 Wo.)AT | CH2 (3 Wo.)CH | Erstveröffentlichung: 27. April 2023                     |

### Weihnachtsalben
| Jahr | Titel Musiklabel                                | Höchstplatzierung, Gesamtwochen, AuszeichnungChartplatzierungen (Jahr, Titel, Musiklabel, Platzierungen, Wochen, Auszeichnungen, Anmerkungen) | Höchstplatzierung, Gesamtwochen, AuszeichnungChartplatzierungen (Jahr, Titel, Musiklabel, Platzierungen, Wochen, Auszeichnungen, Anmerkungen) | Höchstplatzierung, Gesamtwochen, AuszeichnungChartplatzierungen (Jahr, Titel, Musiklabel, Platzierungen, Wochen, Auszeichnungen, Anmerkungen) | Anmerkungen                            |
| Jahr | Titel Musiklabel                                | DE | AT | CH | Anmerkungen                            |
| ---- | ----------------------------------------------- | --- | --- | --- | -------------------------------------- |
| 2023 | Wincents weiße Weihnachten Vertigo Berlin (UMG) | DE1 (8 Wo.)DE | AT9 (6 Wo.)AT | CH14 (5 Wo.)CH | Erstveröffentlichung: 1. Dezember 2023 |

## Singles

### Als Leadmusiker
| Jahr | Titel Album                                                     | Höchstplatzierung, Gesamtwochen, AuszeichnungChartplatzierungen (Jahr, Titel, Album, Platzierungen, Wochen, Auszeichnungen, Anmerkungen) | Höchstplatzierung, Gesamtwochen, AuszeichnungChartplatzierungen (Jahr, Titel, Album, Platzierungen, Wochen, Auszeichnungen, Anmerkungen) | Höchstplatzierung, Gesamtwochen, AuszeichnungChartplatzierungen (Jahr, Titel, Album, Platzierungen, Wochen, Auszeichnungen, Anmerkungen) | Anmerkungen                                                |
| Jahr | Titel Album                                                     | DE | AT | CH | Anmerkungen                                                |
| --- | --------------------------------------------------------------- | --- | --- | --- | ---------------------------------------------------------- |
| 2015 | Regenbogen Irgendwas gegen die Stille                           | — | — | — | Erstveröffentlichung: 11. September 2015                   |
| 2016 | Musik sein Irgendwas gegen die Stille                           | DE27 Platin · (30 Wo.)DE | AT8 Gold · (15 Wo.)AT | CH10 (22 Wo.)CH | Erstveröffentlichung: 11. April 2016 Verkäufe: + 415.000   |
| 2017 | Feuerwerk Irgendwas gegen die Stille                            | DE26 Platin · (25 Wo.)DE | AT— GoldAT | CH28 (18 Wo.)CH | Erstveröffentlichung: 13. Januar 2017 Verkäufe: + 415.000  |
| 2017 | Frische Luft Irgendwas gegen die Stille                         | DE79 Gold · (4 Wo.)DE | — | — | Erstveröffentlichung: 11. August 2017 Verkäufe: + 200.000  |
| 2018 | An Wunder Irgendwie anders                                      | DE12 Gold · (19 Wo.)DE | AT22 Gold · (4 Wo.)AT | CH7 (18 Wo.)CH | Erstveröffentlichung: 12. April 2018 Verkäufe: + 215.000   |
| 2018 | Hier mit dir Irgendwie anders                                   | DE60 Gold · (2 Wo.)DE | AT— GoldAT | CH45 (6 Wo.)CH | Erstveröffentlichung: 2. November 2018 Verkäufe: + 215.000 |
| 2019 | Pläne Irgendwie anders                                          | DE76 (1 Wo.)DE | — | — | Erstveröffentlichung: 15. Februar 2019                     |
| 2019 | Kaum erwarten Irgendwie anders                                  | DE51 Gold · (3 Wo.)DE | AT— GoldAT | CH87 (1 Wo.)CH | Erstveröffentlichung: 22. März 2019 Verkäufe: + 215.000    |
| 2019 | Einmal im Leben Irgendwie anders (Limitierte Deluxe-Edition)    | DE60 (1 Wo.)DE | — | CH37 (1 Wo.)CH | Erstveröffentlichung: 20. September 2019                   |
| 2019 | Kein Lied Irgendwie anders (Limitierte Deluxe-Edition)          | — | — | — | Erstveröffentlichung: 6. Dezember 2019                     |
| 2021 | Was habt ihr gedacht Vielleicht irgendwann                      | — | — | — | Erstveröffentlichung: 3. Januar 2021 (Piano Version)       |
| 2021 | Wie es mal war Vielleicht irgendwann                            | DE46 (2 Wo.)DE | — | — | Erstveröffentlichung: 8. Januar 2021                       |
| 2021 | Wer wenn nicht wir Vielleicht irgendwann                        | DE12 Gold · (25 Wo.)DE | AT65 Platin · (7 Wo.)AT | CH51 (16 Wo.)CH | Erstveröffentlichung: 21. Januar 2021 Verkäufe: + 230.000  |
| 2021 | Wo die Liebe hinfällt Vielleicht irgendwann                     | DE69 (1 Wo.)DE | — | — | Erstveröffentlichung: 16. April 2021                       |
| 2021 | Winter Vielleicht irgendwann                                    | — | — | — | Erstveröffentlichung: 30. April 2021                       |
| 2021 | Die guten Zeiten Vielleicht irgendwann                          | DE14 (6 Wo.)DE | — | — | Erstveröffentlichung: 10. Juni 2021 feat. Johannes Oerding |
| 2022 | Morgen Vielleicht irgendwann (Deluxe-Edition)                   | DE11 (2 Wo.)DE | — | CH87 (1 Wo.)CH | Erstveröffentlichung: 21. Januar 2022                      |
| 2022 | Irgendwie auch nicht Vielleicht irgendwann (Deluxe-Edition)     | DE— aDE | — | — | Erstveröffentlichung: 13. Februar 2022                     |
| 2022 | Auf den Grund Irgendwo ankommen                                 | — | — | — | Erstveröffentlichung: 8. Dezember 2022                     |
| 2023 | Alleine bin Irgendwo ankommen                                   | — | — | — | Erstveröffentlichung: 5. Januar 2023                       |
| 2023 | Bleiben wir Irgendwo ankommen                                   | DE— bDE | — | — | Erstveröffentlichung: 19. Januar 2023                      |
| 2023 | Spring Irgendwo ankommen (Soloversion)                          | DE— cDE | — | — | Erstveröffentlichung: 30. März 2023 feat. Fourty           |
| 2023 | Stiehl mir die Show –                                           | — | — | — | Erstveröffentlichung: 16. Juni 2023                        |
| 2023 | Schenk mir Zeit Wincents weiße Weihnachten                      | — | — | — | Erstveröffentlichung: 12. Oktober 2023                     |
| 2023 | Weihnachten zu zweit Wincents weiße Weihnachten                 | — | — | — | Erstveröffentlichung: 26. Oktober 2023                     |
| 2023 | Nur kurz vorbei Wincents weiße Weihnachten                      | — | — | — | Erstveröffentlichung: 16. November 2023                    |
| 2024 | Jeden Tag Weihnachten Wincents weiße Weihnachten (2024 Edition) | — | — | — | Erstveröffentlichung: 17. Oktober 2024                     |
| 2024 | Irgendwer Wincents weiße Weihnachten (2024 Edition)             | — | — | — | Erstveröffentlichung: 14. November 2024                    |
| Folgende Lieder erschienen nicht als Single, wurden aber durch das Album zum Download und Streaming bereitgestellt und konnten somit eine Platzierung erlangen: |                                                                 | | | |                                                            |
| |                                                                 | | | |                                                            |
| 2021 | Weit weg Vielleicht irgendwann                                  | DE90 (1 Wo.)DE | — | — | Charteinstieg: 14. Mai 2021                                |
| 2023 | Beste Zeit im Jahr Wincents weiße Weihnachten                   | DE73 (1 Wo.)DE | — | — | Charteinstieg: 29. Dezember 2023                           |
| 2024 | Weihnachten mit dir Wincents weiße Weihnachten                  | DE83 (1 Wo.)DE | — | — | Charteinstieg: 27. Dezember 2024                           |

### Als Gastmusiker
| Jahr | Titel Album                                     | Höchstplatzierung, Gesamtwochen, AuszeichnungChartplatzierungen (Jahr, Titel, Album, Platzierungen, Wochen, Auszeichnungen, Anmerkungen) | Höchstplatzierung, Gesamtwochen, AuszeichnungChartplatzierungen (Jahr, Titel, Album, Platzierungen, Wochen, Auszeichnungen, Anmerkungen) | Höchstplatzierung, Gesamtwochen, AuszeichnungChartplatzierungen (Jahr, Titel, Album, Platzierungen, Wochen, Auszeichnungen, Anmerkungen) | Anmerkungen |
| Jahr | Titel Album                                     | DE | AT | CH | Anmerkungen |
| ---- | ----------------------------------------------- | --- | --- | --- | --- |
| 2015 | Unter meiner Haut Gestört aber geil             | DE6 ×2Doppelplatin · (56 Wo.)DE | AT25 (19 Wo.)AT | — | Erstveröffentlichung: 20. März 2015 Gestört aber geil & Koby Funk feat. Wincent Weiss Verkäufe: + 800.000; Original: Elif Demirezer |
| 2020 | So gut –                                        | DE— eDE | — | — | Erstveröffentlichung: 15. Mai 2020 Achtabahn feat. Wincent Weiss                                                                    |
| 2021 | Ihr kriegt uns nie mehr klein Boom Schakkalakka | — | — | — | Erstveröffentlichung: 19. November 2021 Dikka feat. Various Artists                                                                 |
| 2021 | Boom Schakkalakka                               | — | — | — | Erstveröffentlichung: 17. Dezember 2021 Dikka feat. Wincent Weiss                                                                   |

## Musikvideos
| Jahr | Titel                                | Regisseur(e)               |
| ---- | ------------------------------------ | -------------------------- |
| 2015 | Unter meiner Haut                    |                            |
| 2015 | Regenbogen                           | Marcus Sternberg           |
| 2016 | Musik sein                           |                            |
| 2017 | Feuerwerk                            |                            |
| 2017 | Nur ein Herzschlag entfernt          |                            |
| 2017 | Frische Luft                         |                            |
| 2018 | Regenbogen (mit Sidney Eitel)        | Volker Weicker             |
| 2018 | An Wunder                            | Eike Schulz                |
| 2018 | Hier mit dir                         |                            |
| 2019 | Pläne                                |                            |
| 2019 | Kaum erwarten                        | Michael Winkler            |
| 2019 | Einmal im Leben                      | Daniel Breuer              |
| 2020 | So gut                               | Simon Lehnert, Martin Wolf |
| 2021 | Was habt ihr gedacht (Piano Version) | Marvin Ströter             |
| 2021 | Wie es mal war                       | Marvin Ströter             |
| 2021 | Wer wenn nicht wir                   | Marvin Ströter             |
| 2021 | Wo die Liebe hinfällt                | Marvin Ströter             |
| 2021 | Winter                               | Marvin Ströter             |
| 2021 | Die guten Zeiten                     | Paul Hüttemann             |
| 2021 | Weit weg                             | Markus Drößler             |
| 2021 | Ihr kriegt uns nie mehr klein        | Alexander Gellner          |
| 2021 | Boom Schakkalakka                    |                            |
| 2022 | Morgen                               | Marvin Ströter             |
| 2022 | Auf den Grund                        | Marvin Ströter             |
| 2023 | Bleiben wir (2 Versionen)            |                            |
| 2023 | Spring                               | Jakub, Dominik Leingartner |
| 2023 | Beste Zeit im Jahr                   | Marvin Ströter             |

## Sonderveröffentlichungen

### Alben
| Jahr | Titel Musiklabel                                                  | Anmerkungen |
| ---- | ----------------------------------------------------------------- | --- |
| 2020 | Irgendwie anders (Limitierte Deluxe Edition) Vertigo Berlin (UMG) | Erstveröffentlichung: 20. März 2020 Studioalbum + Bonus-Livealbum; Verkäufe werden Irgendwie anders hinzuaddiert |

### Lieder
| Jahr | Titel Album                                     | Anmerkungen |
| ---- | ----------------------------------------------- | --- |
| 2016 | Unter meiner Haut Gestört aber geil             | Erstveröffentlichung: 8. Januar 2016 Gestört aber geil & Koby Funk feat. Wincent Weiss; Original: Elif Demirezer |
| 2018 | Blicke Zwischen meinen Zeilen                   | Erstveröffentlichung: 14. September 2018 LEA feat. Wincent Weiss                                                 |
| 2019 | Hoch im Norden (Unplugged) MTV Unplugged        | Erstveröffentlichung: 18. Oktober 2019 Santiano feat. Wincent Weiss                                              |
| 2022 | Boom Schakkalakka                               | Erstveröffentlichung: 26. August 2022 Dikka feat. Wincent Weiss                                                  |
| 2022 | Ihr kriegt uns nie mehr klein Boom Schakkalakka | Erstveröffentlichung: 26. August 2022 Dikka feat. Various Artists                                                |

| Jahr | Titel Album                                                                          | Anmerkungen |
| ---- | ------------------------------------------------------------------------------------ | --- |
| 2015 | Der kleine Trommler Giraffenaffen 4 – Winterzeit                                     | Erstveröffentlichung: 16. November 2015 Original: The Harry Simeone Chorale – Little Drummer Boy                                               |
| 2018 | Regenbogen Dein Song                                                                 | Erstveröffentlichung: 16. März 2018 mit Sidney Eitel                                                                                           |
| 2019 | Hundert Leben Sing meinen Song – Das Tauschkonzert Vol. 6                            | Erstveröffentlichung: 14. Mai 2019 Original: Johannes Oerding                                                                                  |
| 2019 | Rock My Life Sing meinen Song – Das Tauschkonzert Vol. 6                             | Erstveröffentlichung: 21. Mai 2019 Original: Jeanette                                                                                          |
| 2019 | Ella Sing meinen Song – Das Tauschkonzert Vol. 6                                     | Erstveröffentlichung: 24. Mai 2019 Original: Álvaro Soler                                                                                      |
| 2019 | Love’s a Burden Sing meinen Song – Das Tauschkonzert Vol. 6                          | Erstveröffentlichung: 24. Mai 2019 Original: Beyond the Black                                                                                  |
| 2019 | Roundabouts Sing meinen Song – Das Tauschkonzert Vol. 6                              | Erstveröffentlichung: 24. Mai 2019 Original: Michael Patrick Kelly                                                                             |
| 2019 | You and Me Sing meinen Song – Das Tauschkonzert Vol. 6                               | Erstveröffentlichung: 24. Mai 2019 Original: Milow                                                                                             |
| 2019 | Fröhliche Weihnachten Sing meinen Song – Die Weihnachtsparty Vol. 6                  | Erstveröffentlichung: 26. November 2019 Original: Peter Maffay                                                                                 |
| 2019 | Have Yourself a Merry Little Christmas Sing meinen Song – Die Weihnachtsparty Vol. 6 | Erstveröffentlichung: 26. November 2019 mit Álvaro Soler; Original: Judy Garland                                                               |
| 2019 | Ich will noch nicht nach Hause Sing meinen Song – Die Weihnachtsparty Vol. 6         | Erstveröffentlichung: 26. November 2019 mit Jeanette Biedermann, Jennifer Haben, Michael Patrick Kelly, Milow, Johannis Oerding & Álvaro Soler |

| Jahr | Titel Soundtrack zu                 | Anmerkungen                                                                           |
| ---- | ----------------------------------- | ------------------------------------------------------------------------------------- |
| 2018 | Ich fühl wie du Tabaluga – Der Film | Erstveröffentlichung: 16. November 2018 mit Yvonne Catterfeld; Original: Peter Maffay |

## Promoveröffentlichungen
Promo-Singles

| Jahr | Titel Album                                            | Höchstplatzierung, Gesamtwochen, AuszeichnungChartplatzierungen (Jahr, Titel, Album, Platzierungen, Wochen, Auszeichnungen, Anmerkungen) | Höchstplatzierung, Gesamtwochen, AuszeichnungChartplatzierungen (Jahr, Titel, Album, Platzierungen, Wochen, Auszeichnungen, Anmerkungen) | Höchstplatzierung, Gesamtwochen, AuszeichnungChartplatzierungen (Jahr, Titel, Album, Platzierungen, Wochen, Auszeichnungen, Anmerkungen) | Anmerkungen                         |
| Jahr | Titel Album                                            | DE | AT | CH | Anmerkungen                         |
| ---- | ------------------------------------------------------ | --- | --- | --- | ----------------------------------- |
| 2017 | Nur ein Herzschlag entfernt Irgendwas gegen die Stille | DE80 (1 Wo.)DE | — | — | Erstveröffentlichung: 7. April 2017 |

## Statistik

### Chartauswertung
|                     | DE    | AT    | CH    |
| ------------------- | ----- | ----- | ----- |
| Nummer-eins-Alben   | DE2DE | AT1AT | CH—CH |
| Top-10-Alben        | DE5DE | AT4AT | CH4CH |
| Alben in den Charts | DE5DE | AT5AT | CH5CH |

|                       | DE     | AT    | CH    |
| --------------------- | ------ | ----- | ----- |
| Nummer-eins-Singles   | DE—DE  | AT—AT | CH—CH |
| Top-10-Singles        | DE1DE  | AT1AT | CH2CH |
| Singles in den Charts | DE18DE | AT4AT | CH8CH |

### Auszeichnungen für Musikverkäufe
Anmerkung: Auszeichnungen in Ländern aus den Charttabellen bzw. Chartboxen sind in ebendiesen zu finden.
| Land/RegionAuszeichnungen für Musikverkäufe (Land/Region, Auszeichnungen, Verkäufe, Quellen) | Gold       | Platin     | Verkäufe  | Quellen            |
| -------------------------------------------------------------------------------------------- | ---------- | ---------- | --------- | ------------------ |
| Deutschland (BVMI)                                                                           | 7× Gold7   | 5× Platin5 | 3.000.000 | musikindustrie.de  |
| Österreich (IFPI)                                                                            | 7× Gold7   | Platin1    | 120.000   | ifpi.at            |
| Schweiz (IFPI)                                                                               | —          | Platin1    | 20.000    | beta.musikwoche.de |
| Insgesamt                                                                                    | 14× Gold14 | 7× Platin7 |           |                    |